# Panellinion
Das Panellinion (griechisch Πανελλήνιον) war ein beratendes Gremium mit 27 Mitgliedern, das während der Griechischen Revolution von Ioannis Kapodistrias gegründet wurde. Es ersetzte vom 19. Januar 1828 bis zum 23. April 1828 das Parlament und wurde am 22. Juni 1829 durch einen Senat abgelöst.

## Geschichte
Ioannis Kapodistrias wählte die Mitglieder des Panellinions aus Listen bedeutender Persönlichkeiten aus, die ihm aus allen Regionen Griechenlands vorgelegt worden waren. Das Panellinion war in drei Fachausschüsse unterteilt, die jeweils neun Mitglieder umfassten und für die Bereiche Wirtschaft, Inneres sowie Krieg (Land & Marine) zuständig waren. Die Leitung dieser Ausschüsse übernahm der zum Staatssekretär ernannte Spyridon Trikoupis aus Messolongi, obwohl er erhebliche Bedenken gegenüber dieser Ernennung hatte.
Am Morgen des 26. Januar 1828 wurden Ioannis Kapodistrias, die ersten Mitglieder des Panellinions sowie der Staatssekretär Spyridon Trikoupis in der Kathedrale von Aegina vereidigt. Am 3. Februar 1828 folgte die Vereidigung weiterer sechs Mitglieder des Panellinions, wodurch das Gremium vollständig besetzt war.
Kapodistrias nutzte das Panellinion, um seine Macht zu festigen und die Politik des griechischen Staates zentral zu steuern. Unter anderem setzte er die Verfassung der Dritten Nationalversammlung in Troizen aus, was ihm eine effiziente Regierungsführung ermöglichte, aber auch zu Spannungen mit denen führte, die eine demokratischere und dezentralere Regierungsform anstrebten.
In der Vierten Nationalversammlung in Argos wurde am 22. Juni 1829 das Panellinion durch einen Senat mit 27 Senatoren abgelöst, welcher ebenfalls einen beratenden Charakter hatte.

## Bekannte Mitglieder
- Georgios Koundouriotis, Finanzminister[6]
- Ioannis Kolettis
- Petros Mavromichalis
- Nikolaos Spiliadis
- Viaros Kapodistrias, Bruder von Ioannis Kapodistrias und Anwalt aus Korfu[7]
- Ioannis Gennatas[7]
- Georgios Sisinis
- Andreas Metaxas
- Christodoulos Klonaris
- Tatsis Magginas[8]
- Nikolaos Renieris[9]
- Andreas Zaimis[10]
- Lykourgos Logothetis[10]
- Andreas Kalamogdartis
- Alexandros Mavrokordatos
- Rigas Palamidis
- Panos Rangos[11]
- Georgios Psyllas[12]
- Konstantinos Zografos[12]
- Christodoulos Ainian[12]
- Alexandros Kontostavlos[12]
- Georgios Stavros[12]

## Fachausschüsse

### Wirtschaft
- Andreas Zaimis[13]
- Georgios Psyllas[13]
- Christodoulos Ainian[13]

### Inneres
- Petros Mavromichalis[13]
- Konstantinos Zografos[13]
- Christodoulos Klonaris[13]

### Krieg (Land & Marine)
- Georgios Koundouriotis[13]
- Nikolaos Spiliadis[13]
- A. Papadopoulos[13]